# Ao Vivo Convida
Ao Vivo Convida é um álbum gravado ao vivo pelo cantor Jorge Aragão. Com participações de artistas como Beth Carvalho, Afoxé Filhos de Gandhy, Elza Soares, Emílio Santiago, Fundo de Quintal, Jorge Vercillo, Leci Brandão, Martinho da Vila e Zeca Pagodinho, o álbum conta com grandes sucessos do sambista, além de releituras de compositores clássicos como Heitor Villa-Lobos e Charles Gounod.

## Lista de faixas

### CD
| N.º            | Título                                                                           | Compositor(es)                                                                        | Duração |  |
| 1.             | "Ária Cantilena N° 1 Das Bachianas Brasileiras N° 5" (com Quarteto de Cordas)    | Heitor Villa-Lobos                                                                    | 3:13    |  |
| 2.             | "Moleque Atrevido"                                                               | Jorge Aragão, Flávio Cardoso, Paulinho Resende                                        | 3:26    |  |
| 3.             | "Malandro" (com Elza Soares)                                                     | Jorge Aragão, Jotabê                                                                  | 5:19    |  |
| 4.             | "Mutirão de amor" (com Zeca Pagodinho)                                           | Sombrinha, Zeca Pagodinho, Jorge Aragão                                               | 4:44    |  |
| 5.             | "Encontro das águas" (com Jorge Vercillo)                                        | Jota Maranhão, Jorge Vercillo                                                         | 4:37    |  |
| 6.             | "Lucidez"                                                                        | Cléber Augusto, Jorge Aragão                                                          | 4:33    |  |
| 7.             | "Enredo do Meu Samba" (com Alcione)                                              | Dona Ivone Lara, Jorge Aragão                                                         | 4:16    |  |
| 8.             | "Pot-Pourri: Coisinha do pai / Vou festejar" (com Beth Carvalho)                 | Jorge Aragão, Almir Guineto, Luiz Carlos / Jorge Aragão, Dida, Neoci                  | 5:04    |  |
| 9.             | "Ontem"                                                                          | Jorge Aragão                                                                          | 5:36    |  |
| 10.            | "Ave Maria" (com Quarteto de Cordas)                                             | Charles Gounod                                                                        | 4:39    |  |
| 11.            | "Espelhos d'água" (com Emílio Santiago)                                          | Dalto, Cláudio Rabello                                                                | 4:43    |  |
| 12.            | "Eu e você sempre" (com Filhos de Gandhy)                                        | Jorge Aragão, Flávio Cardoso                                                          | 8:06    |  |
| 13.            | "Pot-Pourri: Miudinho / Casa de bamba" (com Fundo de Quintal e Martinho da Vila) | Tradicional, adpt. Bucy Moreira, adpt. Raul Marques, adpt. Monarco / Martinho da Vila | 8:18    |  |
| 14.            | "Falsa consideração"                                                             | Eros Fidélis, Liebert, Marquinhos Satã                                                | 3:48    |  |
| 15.            | "Do fundo do nosso quintal" (com Leci Brandão)                                   | Jorge Aragão, Alberto Souza                                                           | 6:22    |  |
| Duração total: | Duração total:                                                                   | Duração total:                                                                        | 1:17:35 |  |

### DVD
| Lista de faixas |                                                                               |                                                                    |         |  |
| N.º             | Título                                                                        | Compositor(es)                                                     | Duração |  |
| 1.              | "Ária Cantilena N° 1 Das Bachianas Brasileiras N° 5" (com Quarteto de Cordas) | Heitor Villa-Lobos                                                 |         |  |
| 2.              | "Moleque Atrevido"                                                            | Jorge Aragão, Flávio Cardoso, Paulinho Resende                     |         |  |
| 3.              | "Malandro" (com Elza Soares)                                                  | Jorge Aragão, Jotabê                                               |         |  |
| 4.              | "Coisa de Pele"                                                               | Jorge Aragão, Acyr Marques                                         |         |  |
| 5.              | "Papel de Pão"                                                                | Cristiano Fagundes                                                 |         |  |
| 6.              | "Já É"                                                                        | Flávio Cardoso                                                     |         |  |
| 7.              | "Alvará"                                                                      | Jorge Aragão                                                       |         |  |
| 8.              | "Encontro das águas" (com Jorge Vercillo)                                     | Jota Maranhão, Jorge Vercillo                                      |         |  |
| 9.              | "Lucidez"                                                                     | Cléber Augusto, Jorge Aragão                                       |         |  |
| 10.             | "Enredo do Meu Samba" (com Alcione)                                           | Dona Ivone Lara, Jorge Aragão                                      |         |  |
| 11.             | "Coisinha do pai" (com Beth Carvalho)                                         | Jorge Aragão, Almir Guineto, Luiz Carlos                           |         |  |
| 12.             | "Vou festejar" (com Beth Carvalho)                                            | Jorge Aragão, Dida, Neoci                                          |         |  |
| 13.             | "Ave Maria" (com Quarteto de Cordas)                                          | Charles Gounod                                                     |         |  |
| 14.             | "Espelhos d'água" (com Emílio Santiago)                                       | Dalto, Cláudio Rabello                                             |         |  |
| 15.             | "Miudinho" (com Fundo de Quintal e Martinho da Vila)                          | Tradicional, adpt. Bucy Moreira, adpt. Raul Marques, adpt. Monarco |         |  |
| 16.             | "Casa de bamba" (com Fundo de Quintal e Martinho da Vila)                     | Martinho da Vila                                                   |         |  |
| 17.             | "Falsa consideração"                                                          | Eros Fidélis, Liebert, Marquinhos Satã                             |         |  |
| 18.             | "Do fundo do nosso quintal" (com Leci Brandão)                                | Jorge Aragão, Alberto Souza                                        |         |  |
| 19.             | "Eu e você sempre (Faixa bônus)" (com Filhos de Gandhy)                       | Jorge Aragão, Flávio Cardoso                                       |         |  |
| 20.             | "Mutirão de amor (Faixa bônus)" (com Zeca Pagodinho)                          | Sombrinha, Zeca Pagodinho, Jorge Aragão                            |         |  |
| Duração total:  | Duração total:                                                                | Duração total:                                                     | 1:47:00 |  |

### CD Redux
| Lista de faixas |                                                                                  |                                                                                       |         |  |
| N.º             | Título                                                                           | Compositor(es)                                                                        | Duração |  |
| 1.              | "Ária Cantilena N° 1 Das Bachianas Brasileiras N° 5" (com Quarteto de Cordas)    | Heitor Villa-Lobos                                                                    | 3:13    |  |
| 2.              | "Moleque Atrevido"                                                               | Jorge Aragão, Flávio Cardoso, Paulinho Resende                                        | 1:42    |  |
| 3.              | "Malandro" (com Elza Soares)                                                     | Jorge Aragão, Jotabê                                                                  | 5:34    |  |
| 4.              | "Mutirão de amor" (com Zeca Pagodinho)                                           | Sombrinha, Zeca Pagodinho, Jorge Aragão                                               | 4:44    |  |
| 5.              | "Encontro das águas" (com Jorge Vercillo)                                        | Jota Maranhão, Jorge Vercillo                                                         | 4:35    |  |
| 6.              | "Lucidez"                                                                        | Cléber Augusto, Jorge Aragão                                                          | 4:22    |  |
| 7.              | "Pot-Pourri: Coisinha do pai / Vou festejar" (com Beth Carvalho)                 | Jorge Aragão, Almir Guineto, Luiz Carlos / Jorge Aragão, Dida, Neoci                  | 5:01    |  |
| 8.              | "Ontem"                                                                          | Jorge Aragão                                                                          | 5:36    |  |
| 9.              | "Ave Maria" (com Quarteto de Cordas)                                             | Charles Gounod                                                                        | 4:28    |  |
| 10.             | "Espelhos d'água" (com Emílio Santiago)                                          | Dalto, Cláudio Rabello                                                                | 4:39    |  |
| 11.             | "Eu e você sempre" (com Filhos de Gandhy)                                        | Jorge Aragão, Flávio Cardoso                                                          | 8:06    |  |
| 12.             | "Pot-Pourri: Miudinho / Casa de bamba" (com Fundo de Quintal e Martinho da Vila) | Tradicional, adpt. Bucy Moreira, adpt. Raul Marques, adpt. Monarco / Martinho da Vila | 6:32    |  |
| 13.             | "Falsa consideração"                                                             | Eros Fidélis, Liebert, Marquinhos Satã                                                | 3:37    |  |
| 14.             | "Do fundo do nosso quintal" (com Leci Brandão)                                   | Jorge Aragão, Alberto Souza                                                           | 5:10    |  |
| Duração total:  | Duração total:                                                                   | Duração total:                                                                        | 1:09:32 |  |

## Músicos
- Jorge Aragão - Voz e Banjo
- Julinho Teixeira - Teclados
- Aldo Rodrigues - Bateria
- Gustavo Dias - Baixo
- Mauro Braga - Tantã
- Márcia Viegas e Bira - Percussão geral
- Anderson Conceição - Surdo e Tamborim
- Flávio Cardoso - Violão
- Marcão e Elaine Damasceno - Cavaquinho
- Márcia Viegas, Marcão, Elaine Damasceno, Gustavo Dias, Julinho Teixeira e Flávio Cardoso - Coro

- Marcus Ribeiro de Oliveira, Bernardo Bessier, José Alves da Silva e Márcio Eymar Macard - Quarteto de Cordas
- Ricardo Amado e Paschoal Perrotta - Complemento
- Julinho Teixeira - Direção Musical e Arranjos[3]